# Trente-huitième circonscription de la Seine
La Trente-huitième circonscription de la Seine est l'une des neuf circonscriptions législatives que compte le département français de la Seine, situé en région Île-de-France.

## Description géographique
La Trente-huitième circonscription de la Seine était composée de, :
- commune de Levallois-Perret
- commune de Clichy

## Description historique et politique

### Historique des députations
| Législature | Début de mandat | Fin de mandat  | Député        | Parti politique | Observations                                                                             |
| ----------- | --------------- | -------------- | ------------- | --------------- | ---------------------------------------------------------------------------------------- |
| Ire         | 9 décembre 1958 | 9 octobre 1962 | Roland Carter | UNR             | Mandat écourté à la suite d'une dissolution parlementaire décidée par Charles de Gaulle. |
| IIe         | 6 décembre 1962 | 2 avril 1967   | Roland Carter | UNR-UDT         |                                                                                          |

### Historique des élections

#### Élections de 1958
| Candidat       | Candidat            | Parti                     | Premier tour | Premier tour | Second tour | Second tour |  |
| Candidat       | Candidat            | Parti                     | Voix         | %            | Voix        | %           |  |
| -------------- | ------------------- | ------------------------- | ------------ | ------------ | ----------- | ----------- |  |
|                | Rose Guérin         | PCF                       | 16 827       | 27,36        | 20 850      | 34,33       |  |
|                | Roland Carter élu   | UNR                       | 14 692       | 23,89        | 32 923      | 54,2        |  |
|                | Fernand Bouron      | MRP                       | 8 778        | 14,27        | 6 966       | 11,47       |  |
|                | Georges Levillain   | SFIO                      | 8 590        | 13,97        | Retrait     | Retrait     |  |
|                | Charles Deutschmann | Modérés                   | 7 866        | 12,79        | Retrait     | Retrait     |  |
|                | Georges Beauchamp   | UFD                       | 3 185        | 5,18         | Retrait     | Retrait     |  |
|                | André Hirsch        | UFF                       | 900          | 1,46         |             |             |  |
|                | Jean Dujardin       | Divers droite (Gaulliste) | 655          | 1,07         |             |             |  |
|                |                     |                           |              |              |             |             |  |
| Inscrits       | Inscrits            | Inscrits                  | 78 294       | 100,00       | 78 294      | 100,00      |  |
| Abstentions    | Abstentions         | Abstentions               | 15 331       | 19,58        | 16 371      | 20,91       |  |
| Votants        | Votants             | Votants                   | 62 963       | 80,42        | 61 923      | 79,09       |  |
| Blancs et nuls | Blancs et nuls      | Blancs et nuls            | 1 470        | 2,33         | 1 184       | 1,91        |  |
| Exprimés       | Exprimés            | Exprimés                  | 61 493       | 97,67        | 60 739      | 98,09       |  |

La suppléante de Roland Carter était Suzanne Blondeau.

#### Élections de 1962
| Candidat       | Candidat                    | Parti                     | Premier tour | Premier tour | Second tour | Second tour |  |
| Candidat       | Candidat                    | Parti                     | Voix         | %            | Voix        | %           |  |
| -------------- | --------------------------- | ------------------------- | ------------ | ------------ | ----------- | ----------- |  |
|                | Roland Carter sortant réélu | UNR-UDT                   | 19 136       | 37,82        | 26 989      | 53,59       |  |
|                | Rose Guérin                 | PCF                       | 15 615       | 30,86        | 23 369      | 46,41       |  |
|                | Claude Fuzier               | SFIO                      | 6 279        | 12,41        | Retrait     | Retrait     |  |
|                | Charles Deutschmann         | CNIP                      | 5 844        | 11,55        | Retrait     | Retrait     |  |
|                | Pierre Mattéi               | PSU                       | 2 295        | 4,54         |             |             |  |
|                | Hervé Lavenir               | Divers droite (Gaulliste) | 946          | 1,87         |             |             |  |
|                | Louis Vennetier             | UFF                       | 478          | 0,94         |             |             |  |
|                |                             |                           |              |              |             |             |  |
| Inscrits       | Inscrits                    | Inscrits                  | 71 953       | 100,00       | 71 953      | 100,00      |  |
| Abstentions    | Abstentions                 | Abstentions               | 20 385       | 28,33        | 18 979      | 26,38       |  |
| Votants        | Votants                     | Votants                   | 51 568       | 71,67        | 52 974      | 73,62       |  |
| Blancs et nuls | Blancs et nuls              | Blancs et nuls            | 975          | 1,89         | 2 616       | 4,94        |  |
| Exprimés       | Exprimés                    | Exprimés                  | 50 593       | 98,11        | 50 358      | 95,06       |  |

La suppléante de Roland Carter était Suzanne Blondeau.